# パフォス国際空港
パフォス国際空港（ギリシア語: Διεθνής Αερολιμένας Πάφου、トルコ語: Baf Uluslararası Havaalanı）は、キプロス共和国のパフォスにある国際空港。キプロス島で2番目の規模の国際空港であり、パフォス市内から6.5km南東にある。パフォスのほかコーラル・ビーチ（en:Coral Bay, Cyprus）やリマソール（レメソス）などのキプロス島西部を訪れる観光客を主な利用客としている。
2005年5月に、ラルナカ国際空港と共にHermes Airports Ltdが25年間の施設運営権を獲得した。また、2008年11月には新ターミナルビルが完成し供用された。

## 交通機関
パフォス市街地まで約6.5km、約30分。
バス
- 612系統 Kato Paphos（カト・パフォス）と空港を結ぶ路線。1日16本運行。（2014年現在）
- 613系統 Karavella Stationと空港を結ぶ路線。1日2本運行。（2014年現在）